# Persephonaster gracilis
Persephonaster gracilis is een kamster uit de familie Astropectinidae.
De wetenschappelijke naam van de soort werd, als Psilaster gracilis, in 1889 gepubliceerd door Percy Sladen.